# 松原義治
松原 義治（まつばら よしはる、1925年 - 2010年3月23日）は、日本の化学者。近畿大学名誉教授。広島市生まれ。

## 来歴
1948年大阪理工科大学卒業、日本テルペン株式会社取締役研究部長を経て、1969年近畿大学理工学部応用化学科教授就任。理工学部長、近畿大学評議員、大学院部長、中央図書館長などを歴任。1996年近畿大学名誉教授。理学博士。専門は有機合成化学。2010年、肺気腫のため84歳で死去。
実兄は紀伊國屋書店名誉会長の松原治。

## 表彰・叙勲
- 有機合成協会賞
- 2003年 瑞宝中綬章受章[1]